# Танкеева, Екатерина Ивановна
Екатерина Ивановна Танкеева (род. 28 июня 1989 года) - российская ватерполистка, центральный нападающий сборной России и ватерпольного клуба «Вулиагмени».

## Карьера
Родилась в Москве, окончила спортивную школу олимпийского резерва «Юность Москвы» по водному поло (тренер — Ирина Евгеньевна Варегина). Выступала за команду «Штурм-2002» из Подмосковья (до 2013 года), итальянские клубы «Рапалло» и SIS, испанский «Сабадель». В 2011 году стала мастером спорта международного класса. Серебряный призёр чемпионата России (2012). Чемпионка Испании (2021). Обладательница Кубка Италии (2018/19), Кубка Испании (2019/20, 2020/21), Суперкубка Испании (2020).
Чемпионка Европы (2006, 2010). Бронзовый призёр чемпионата мира (2011). Чемпионка мира среди юниоров до 20 лет (2009), чемпионка Европы среди юниоров до 20 лет (2009), среди юниоров до 19 лет (2006).
Участница летних Олимпийских играх 2012 года, где российская сборная стала шестой.
В настоящее время выступает в чемпионате Греции в составе «Вулиагмени».

## История с допингом
В апреле 2013 года уличена в употреблении допинга, дисквалифицирована до 3 октября 2014 года.